# Dogern
Dogern es un municipio de unos 2.300 habitantes y una superficie total de 745 ha que está ubicado a una altitud de entre 300 y 600 m s. n. m. en la orilla del Alto Rin en el sur del distrito de Waldshut en el sur de Baden-Wurtemberg, Alemania.

## Enlaces
- Wikimedia Commons alberga una categoría multimedia sobre Dogern.